# Basananthe pedata
Basananthe pedata là một loài thực vật có hoa trong họ Lạc tiên. Loài này được (Baker f.) J.J.de Wille mô tả khoa học đầu tiên năm 1973.